# Johannes Willem Ooms
Johannes Willem Ooms (Groot-Ammers, 19 januari 1914 – Giessenburg, 16 maart 1974) was een Nederlandse schrijver en vertaler van tal van jeugdboeken en streekromans die zich afspelen in de Alblasserwaard. Ooms droeg bij aan het tijdschrift voor het christelijk gezin Op den Uitkijk. Ook schreef hij historische romans over Paulus Potter : De schilder van de bierkaai (1978) en over Cornelis van Aerssen van Sommelsdijck, de zevende gouverneur van Suriname : Een man in de branding (1967).